# Aporia potanini
Aporia potanini is een vlindersoort uit de familie van de Pieridae (witjes), onderfamilie Pierinae.
Aporia potanini werd in 1889 beschreven door Alphéraky.